# Красные Горки (Мордовия)
Красные Горки — посёлок в Ельниковском районе Мордовии. Входит в состав Ельниковского сельского поселения.

## География
Расположен на правом берегу реки Уркат, с севера примыкая к деревни Урей 1-й. На карте 1980-х годов издания подписан как Шумкин Кордон.

## Население
| 2002 | 2010 |
| ---- | ---- |
| 20   | ↘8   |

Национальный состав
Согласно результатам Всероссийской переписи населения 2002 года, в национальной структуре населения русские составляли 75 %.